# Wanchy-Capval
Wanchy-Capval – miejscowość i gmina we Francji, w regionie Normandia, w departamencie Sekwana Nadmorska.
Według danych na rok 1990 gminę zamieszkiwało 351 osób, a gęstość zaludnienia wynosiła 18 osób/km² (wśród 1421 gmin Górnej Normandii Wanchy-Capval plasuje się na 569. miejscu pod względem liczby ludności, natomiast pod względem powierzchni na miejscu 61.).